# Paraclius stipiatus
Paraclius stipiatus är en tvåvingeart som beskrevs av Yang 1999. Paraclius stipiatus ingår i släktet Paraclius och familjen styltflugor.
Artens utbredningsområde är Sichuan (Kina). Inga underarter finns listade i Catalogue of Life.